# Magatzem d'Olis Pallarès
El magatzem d'Olis Pallarès és un edifici situat als carrers de Pere IV, 63-67 i de Pallars, 122-126 de Barcelona, catalogat com a bé amb elements d'interès (categoria C).

## Història
El negoci va ser iniciat pel reusenc Ferran Pallarès i Besora (1849-1922), afincat a Tortosa, on va fundar el Banc de Tortosa i el diari El Correo de Tortosa. Es va casar amb Antònia Delsors i Vidal (1848-1890), amb qui va tenir Ferran (1874-1944), Bonaventura (1877-1935), Antoni (1878-1909), Lluís (1880-1961) i Cecília Pallarès i Delsors (1882-1963). Després d'enviudar, el 1892 es va casar amb la seva cunyada Concepció Delsors i Vidal (1866-1929), amb qui va tenir Josep Pallarès i Delsors (1896-1953).
Inicialment, tenia fàbriques i magatzem a la mateixa localitat i les Borges Blanques, però posteriorment va obrir una altra fàbrica a Cabra (Còrdova) i un despatx a Marsella. El 1904 va constituir amb els seus fills la societat col·lectiva Fernando Pallarés e Hijos amb un capital desemborsat de 800.000 pessetes. El primogènit Ferran es va establir a Marsella, mentre que Bonaventura es va fer càrrec de la fàbrica de les Borges Blanques, i Lluís de la de Cabra. El 1916, la societat es va dissoldre i Lluís i Josep constituïren la societat regular col·lectiva Pallarés Hermanos, amb seu a Cabra, que el 1928 es convertí en societat anònima amb un capital de 7 milions de pessetes (6 de Lluís i 1 de Josep).
Paral·lelament, Ferran va constituir a Barcelona la societat Fernando Pallarés y Hermano, que el 1919 va encarregar a l'arquitecte Josep Anselm Capdevila la reforma d'unes naus preexistents.

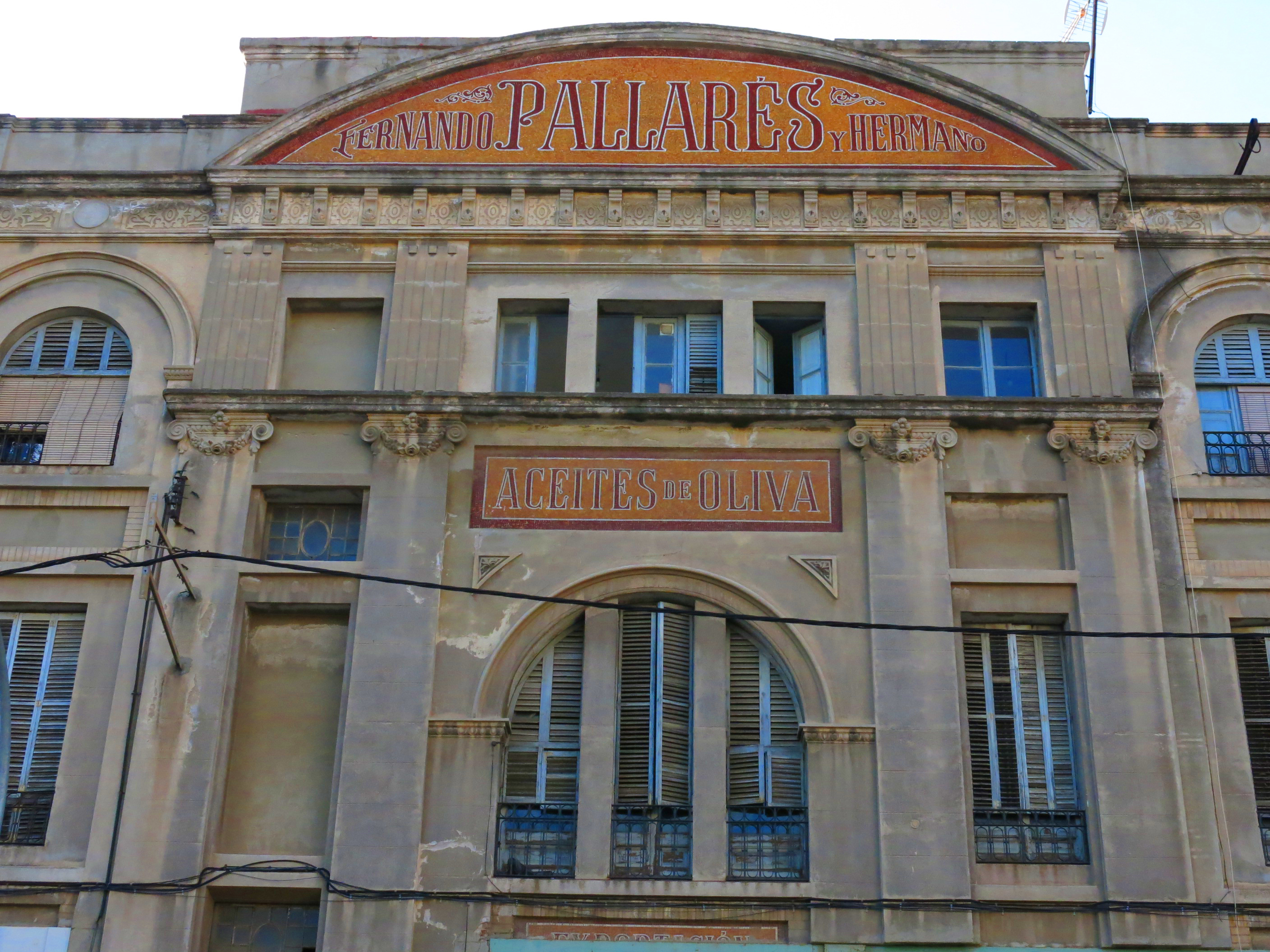
Detall de la part central

## Descripció
Es tracta d'un edifici industrial amb dues façanes de caràcter representatiu de planta baixa (profundament alterada per l'obertura posterior de grans forats) i dos pisos, que amaguen un seguit de naus amb coberta a dues aigües i un pati interior. La principal, al carrer de Pere IV, és la més treballada; de factura noucentista i d'inspiració clàssica, hi destaca la part central tripartita, emmarcada amb pilastres amb capitells dòrics que sostenen una cornisa, amb una obertura central d'arc de mig punt, sobre la qual hi ha la inscripció «ACEITES DE OLIVA» en mosaic.<ref Al pis de sobre, unes pilastres amb tríglifs sostenen un fris amb mènsules, coronat per un frontó semicircular amb la inscripció «FERNANDO PALLARÉS Y HERMANO» en mosaic. A la resta, el darrer pis té obertures de mig punt amb guardapols sobre pilastres.